# Franklinphilite
La franklinphilite est un minéral rare de la famille des phyllosilicates (groupe de la stilpnomélane (en)). On ne l'a trouvée que dans trois localités, les mines Franklin et Sterling Hill à Franklin (comté de Sussex, New Jersey, États-Unis) en 1992,, à Rheinwald (canton des Grisons, Suisse) en 2011 et dans le comté de Gwynedd (Pays de Galles, Royaume-Uni) en 2013.

## Composition chimique
La franklinphilite a une formule chimique idéale de K4(Mn)48(Si,Al)72(O,OH)216• n(H2O) (le nombre n des molécules d'eau varie autour de 6). La formule indiquée est (K,Na)4(Mn2+,Mg,Zn)48(Si,Al)72(O,OH)216· 6H2O,.

## Structure
Comme tout phyllosilicate, la franklinphilite est composée de longues feuilles plates de tétraèdres liés par silicium-oxygène et aluminium-oxygène, délimitées par une couche octaédrique contenant du potassium ou du manganèse et est isostructurale avec la lennilienapéite.

## Propriétés physiques
La franklinphilite de couleur brun foncé à noire, possède un éclat vitreux à légèrement résineux. Elle est relativement cassante avec une dureté d'environ 4 sur l'échelle de Mohs et se clive imparfaitement le long du plan {001}. La densité du minéral varie en raison des impuretés qui se mesure de 2,6 à 2,8 g/cm3 par rapport à la valeur calculée de 2,66 g/cm3. Elle est translucide à presque opaque, translucide en lame mince et présente un trait brun clair. Son pléochroïsme est distinctif avec X = jaune pâle et Y,Z = brun foncé. La dispersion optique n'a pas été détectée et aucune fluorescence évidente sous rayonnement ultraviolet n'a été observée,.

## Histoire
En 1938, C. Osborne Hutton a décrit un membre manganéen de stilpnomélane et a supposé à tort qu'il s'agissait de parsettensite. Il a plus tard été décrit en 1984 par Pete J. Dunn, Donald R. Peacor et William B. Simmons comme un stilpnomelane à dominante Mn similaire à la parsettensite. Le nom de franklinphilite a été reporté en raison de la présence de seulement 34 % molaire de l'élément terminal théorique de manganèse, ce qui en fait une espèce dominante de manganèse par pluralité. En 1992, la franklinphilite a été réexaminée par Dunn, Peacor et Shu-Chu Su et a reçu son nom reconnu par l'Association internationale de minéralogie et son symbole de Fkp. Bien que tous les spécimens de franklinphilite proviennent exclusivement du dépotoir minier de Buckwheat pit, les grandes quantités de silicates de manganèse de la région induisent une forte probabilité d'y trouver d'autres assemblages. Le nom combine celui de la localité type (Franklin) et le grec φίλος / phílos (« ami »). L'allusion vise les mines de Franklin et de Sterling Hill et les géologues, minéralogistes et collectionneurs, amis du lieu, ayant contribué à la compréhension de la région.